# Операция «Эллайд Протектор»
Операция «Союзный покровитель» (Операция «Эллайд Протектор» (англ. Operation Allied Protector)) — это вторая военная операция НАТО по борьбе с пиратством у берегов Африканского Рога и в Аденском заливе, продолжающая работу первой антипиратской операции НАТО «Эллайд Провайдер» и направленная на сдерживание пиратских действий в этом регионе и у берегов Сомали, действие которой продолжалось с 24 марта по август 2009 года.

## Основные задачи и цели операции
После проведения первой операции НАТО по борьбе с пиратством «Эллайд Провайдер» и её передачи для дальнейшего действия в руки Европейского Союза в виде операции «Аталанта» в декабре 2008 год угроза пиратства оставалась такой же серьезной и возрастала, несмотря на все проводимые операции международными организациями. Поэтому НАТО решила продолжить борьбу за мировую безопасность и вносить свой вклад и усилия в борьбу с пиратством. Осознав свою необходимость и важность в решении этой проблемы, НАТО решила продолжить свою антипиратскую деятельность, начав новую операцию по борьбе с пиратством «Эллайд Протектор». Новую операцию проводили корабли СНМГ-1. В отличие от первой операции, теперь главной целью миссии стала защита от пиратских нападений в Аденском заливе и берегов Африканского Рога, их предотвращение или срыв. Операция также включала в себя первое в истории НАТО патрулирование портов Юго-Восточной Азии. Но первоначально борьба с пиратством не была основной целью миссии, судам НАТО предстояло только защищать суда с перевозимыми грузами от пиратских нападений до того, как количество пиратских атак не возросло. Группировка СНМГ-1 совершила краткий заход в порт Карачи в Пакистане 26 и 27 апреля 2009 года. Но из-за внезапно участившихся пиратских нападений НАТО было принято решение отменить ещё два захода в порты Австралии и Сингапура. Именно тогда Эллайд Протектор стала миссией, направленной на борьбу с пиратством и уже СНМГ-2 взяла на себя полную ответственность в Аденском заливе.

## Состав ВМС для операции
Первый этап миссии, продлившийся с 24 марта по 29 июня 2009 года провела группировка ВМС СНМГ-1, командующим которой был контр-адмирал ВМС Португалии Жозе Перейра де Кунья. В составе группировки находилось пять военно-морских кораблей от США, Португалии,Канады, Испании и Нидерландов:
- «Корте реаль» (флагманский корабль, ВМС Португалии)
- «Хэлибертон» (ВМС США)
- «Виннипег» (ВМС Канады)
- «Блас де Лезо» (ВМС Испании)
- «Де Зевен провинсьен» (ВМС Нидерландов)

Второй этап операции начался 29 июня 2009 года и продлился до августа. СНМГ-1 передала свои обязанности Второй постоянной группе ВМС НАТО СНМГ-2. Теперь операция проходила под командованием коммодора из Великобритании Стива Чика. Состав кораблей включал такое же количество судов, но уже от Великобритании, Греции, Турции, Италии и снова США:
- «Корнуэлл» (фрегат F99 ВМС Великобритании)
- «Наваринон» (фрегат F461 ВМС Греции)
- «Гедиз» (фрегат F495 ВМС Турции)
- «Либеччио» (фрегат ВМС Италии)
- «Лабун» (эсминец DDG58 ВМС США)[3]

Во время своей второй миссии НАТО предотвратила 16 нападений из 37, а также захватила около 150 подозреваемых в осуществлении пиратской деятельности. Они были серьезно допрошены, а оружие и многочисленные пиратские принадлежности конфискованы.